# مارك هوكينز
مارك هوكينز (28 ديسمبر 1985 - ) (بالإنجليزية: Mark Hawkins)‏ هو لاعب كرة يد المملكة المتحدة. شارك في الألعاب الأولمبية الصيفية 2012.

## وصلات خارجية
- مارك هوكينز على موقع أوليمبيديا (الإنجليزية)
- مارك هوكينز على موقع اللجنة الأولمبية البريطانية (الإنجليزية)